# Hamacantha esperioides
Hamacantha esperioides är en svampdjursart som beskrevs av Ridley och Arthur Dendy 1886. Hamacantha esperioides ingår i släktet Hamacantha och familjen Hamacanthidae. Inga underarter finns listade i Catalogue of Life.